# Benjamin Raspail
Pour les articles homonymes, voir Raspail.
Benjamin Raspail né le 20 août 1823 à Paris et mort le 24 septembre 1899 à Arcueil-Cachan (Seine, actuel Val-de-Marne) est un peintre, graveur et homme politique français.

## Biographie
Benjamin Raspail est le fils du chimiste François-Vincent Raspail (1794-1878), dont il partagea l'exil belge et les idées d'extrême-gauche.
En 1841, à la suite d'une poursuite à coups de pierres à Épinay, il est gravement blessé et doit être amputé de la jambe droite, au-dessus du genou. Les chirurgiens acceptèrent les pansements de son père, Francois Raspail : aspersion d'alcool camphré sur la peau, camphre en poudre sur les sutures, charpie imprégnée de pommade camphrée. « Les suites opératoires furent parfaites, alors que de nombreux opérés traités par la méthode classique s'infectaient et que beaucoup en mouraient,. »
En 1874, au décès d'Eugène Lavenant, il assure la fonction de maire d'Arcueil en tant que premier conseiller inscrit au tableau. Il est aussi conseiller général de la Seine, et député de la Seine pour la gauche républicaine. En mai 1877, opposant au gouvernement de Broglie il signe le manifeste des 363.
En 1878, il dépose une motion demandant la vente des diamants de la Couronne.
Le 21 mai 1880, il dépose la loi faisant du 14 juillet la fête nationale annuelle en commémoration de la prise de la Bastille et de la Fête de la Fédération. Ce projet de loi, signé par 64 députés, est adopté par l'Assemblée le 8 juin 1880 et par le Sénat le 29 juin 1880. Elle est promulguée le 6 juillet 1880.
Le 20 juin 1882, Benjamin Raspail fait voter par la Chambre, par 342 voix contre 85, son projet de loi d'aliénation des diamants de la Couronne, pour financer une caisse des invalides du travail contre le projet de Jules Ferry qui souhaite que cette vente alimente une caisse de dotation des Musées nationaux. Pour Jules Ferry, donner le produit de la vente aux invalides du travail ne serait « qu'une goutte d'eau dans l'océan ». Le projet est alors porté au Sénat. Plusieurs années de discussion sont nécessaires pour obtenir un consensus, sur la vente de la totalité ou d'une partie des joyaux, et sur l'affectation du produit de la vente.
La loi d'aliénation des diamants de la Couronne n'est votée que le 11 janvier 1887, cosignée par Jules Grévy, président de la République, et Sadi Carnot, ministre des Finances,.
Il légue sa propriété de Cachan pour y fonder une maison de retraite pour invalides du travail et un musée accueillant sa collection de tableaux (incluant ses propres œuvres) et des documents sur la vie politique de son père.
Il est inhumé à Paris au cimetière du Père-Lachaise (18e division), dans la sépulture familiale. Celle-ci est ornée d'une statue de femme drapée, œuvre du sculpteur Antoine Étex, tendant la main vers les barreaux d’une prison, rappelant ainsi les nombreux emprisonnements de son père.

## Mandats
- 1876-1877 : Seine.
- 1877-1881 : Seine.
- 1881-1885 : Seine.
- 1885-1889 : Seine.